# Pallone d'oro 1969

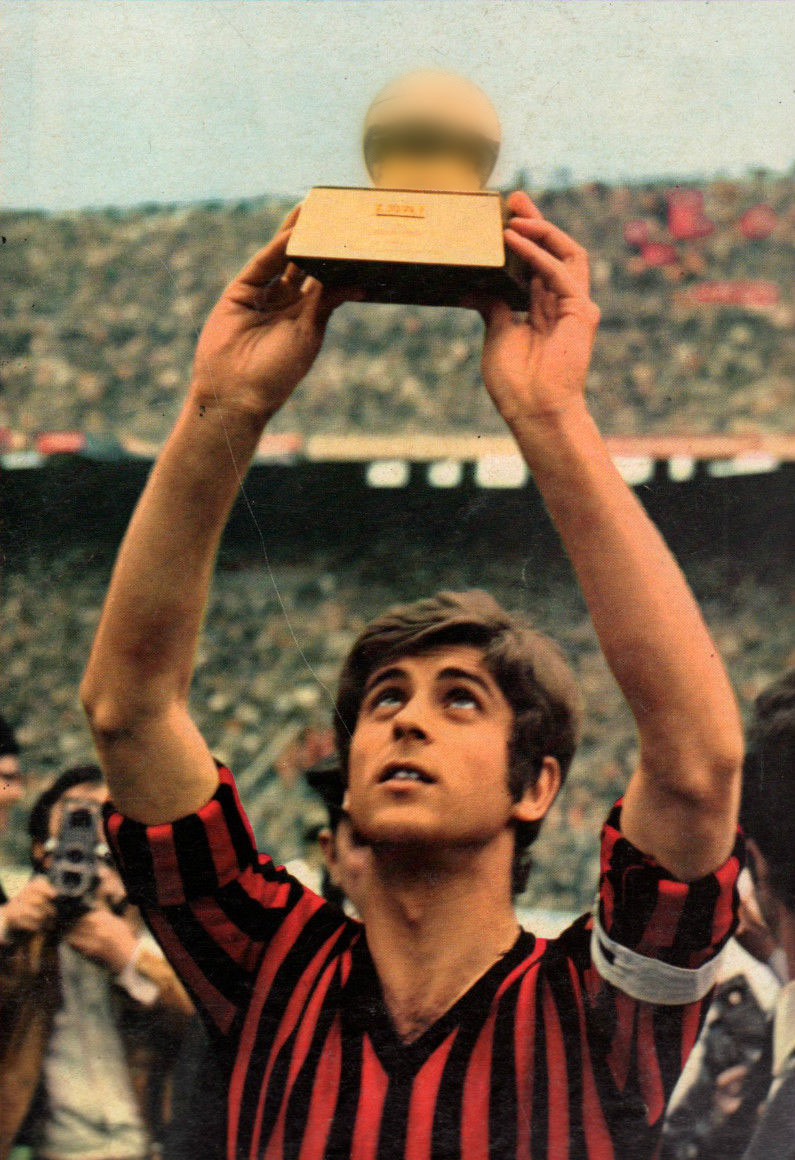
Gianni Rivera, vincitore del Pallone d'oro 1969.

L'edizione 1969 del Pallone d'oro, 14ª edizione del premio calcistico istituito dalla rivista francese France Football, fu vinta dall'Italiano Gianni Rivera (Milan).
I giurati che votarono furono 26, provenienti da Austria, Belgio, Bulgaria, Cecoslovacchia, Danimarca, Finlandia, Francia, Germania Est, Germania Ovest, Grecia, Inghilterra, Irlanda, Italia, Jugoslavia, Lussemburgo, Norvegia, Paesi Bassi, Polonia, Portogallo, Romania, Spagna, Svezia, Svizzera, Turchia, Ungheria e Unione Sovietica.